# ISO 7736

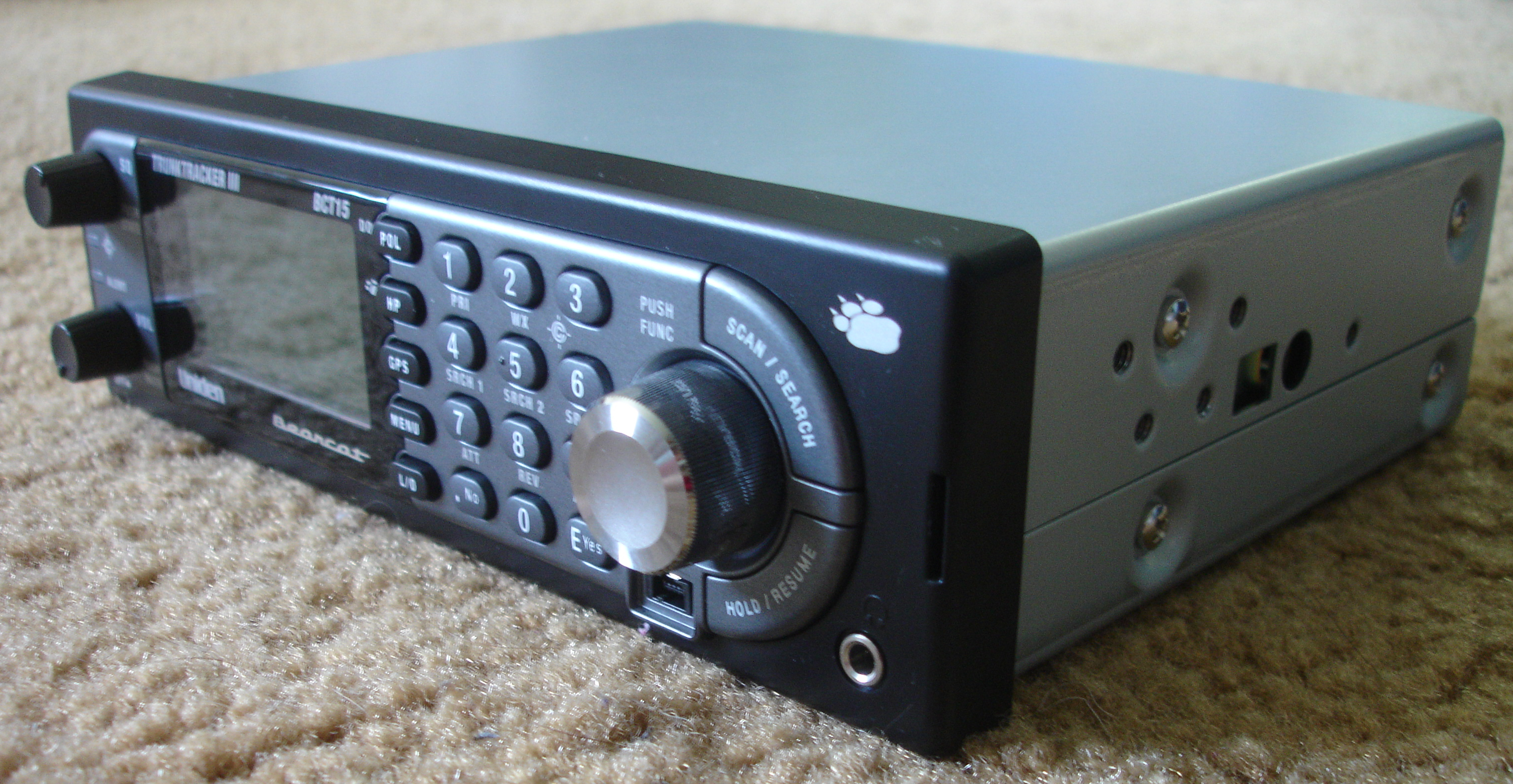
Uniden BCT-15 mobile radio scanner in formato ISO 7736

Lo standard ISO 7736 definisce la dimensione standard delle autoradio nelle vetture. Lo standard originale fu creato dall'ente tedesco Deutsches Institut für Normung, abbreviato in DIN, come DIN 75490. È divenuto standard internazionale nel 1984.
Sono presenti unità a singolo DIN (180 x 50 mm) o a doppio DIN (180 x 100 mm). La profondità non è invece standardizzata.
Lo standard americano per una autoradio singolo DIN è di 2" x 7" mentre una doppio DIN è 4" x 7".

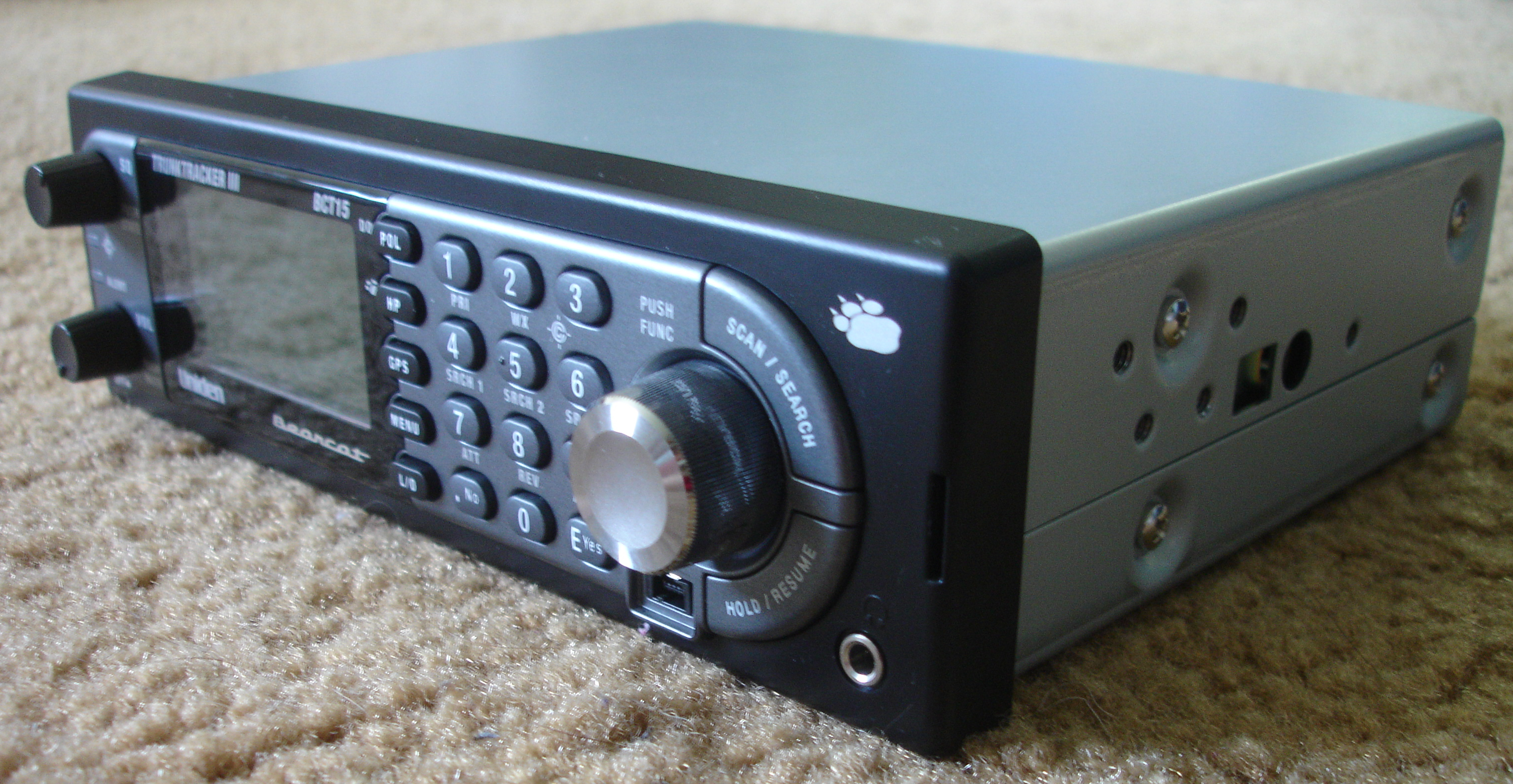
Uniden Bearcat BCT-15
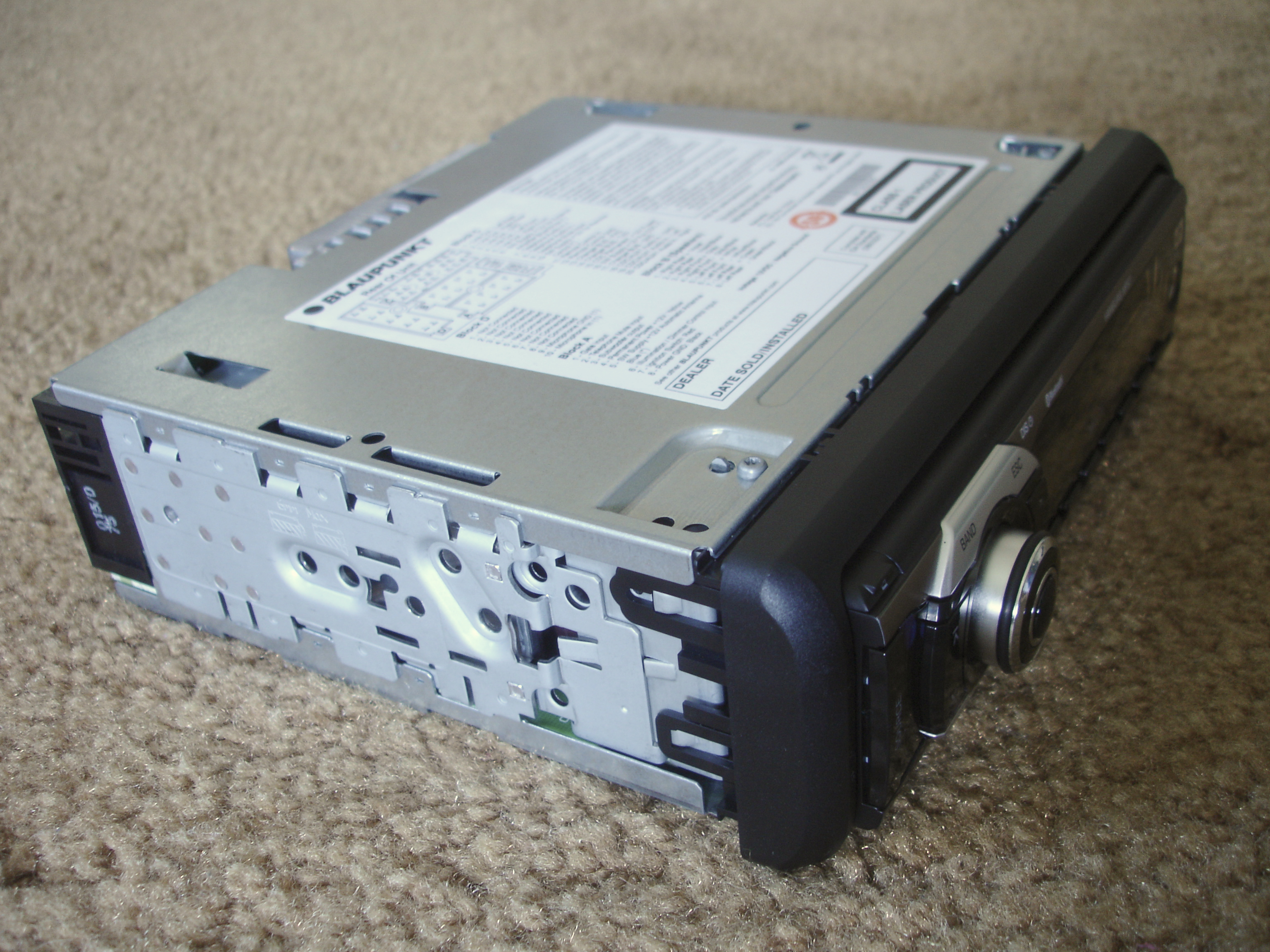
Blaupunkt Hamburg MP57
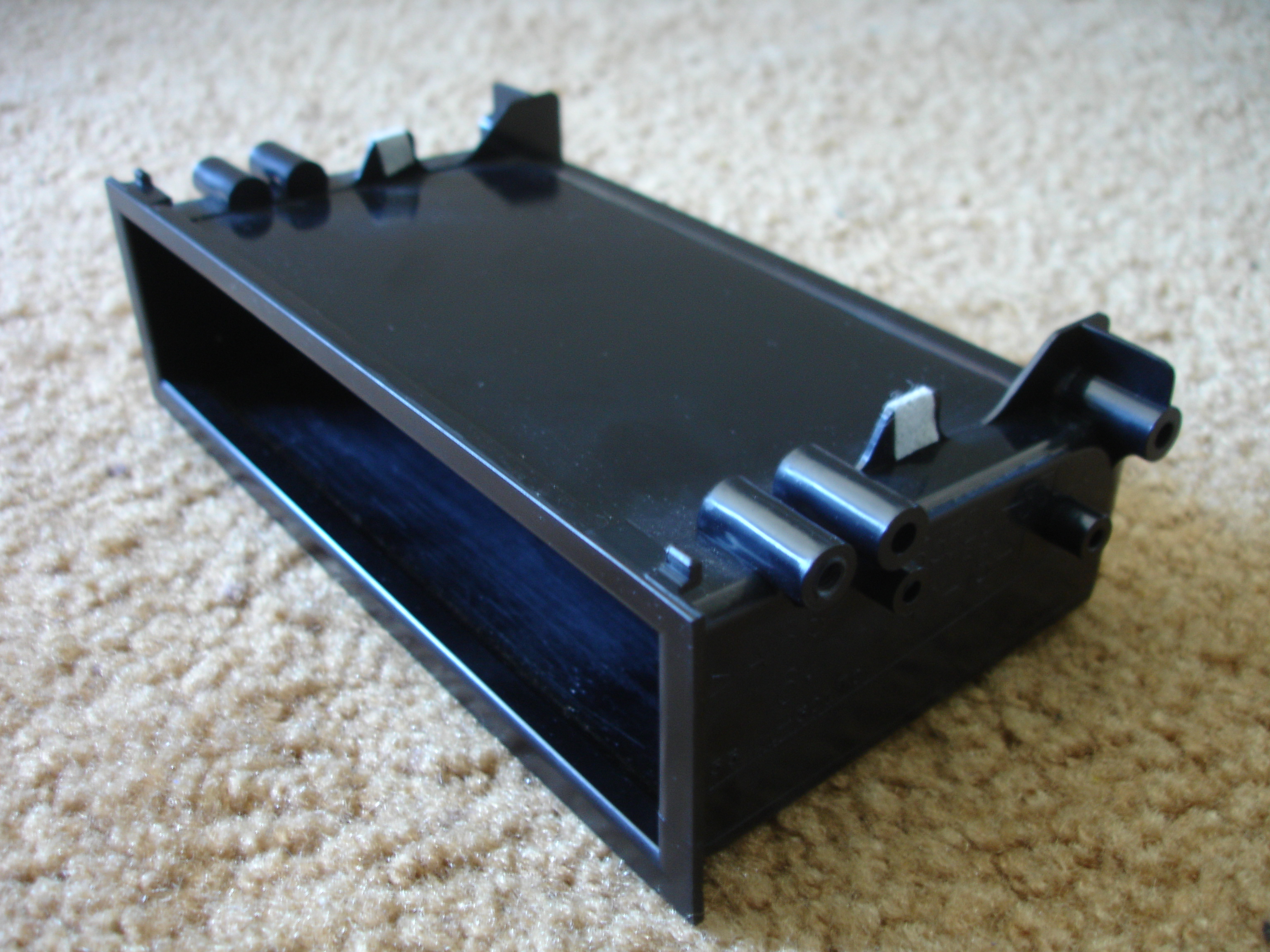
Adattatore singolo DIN
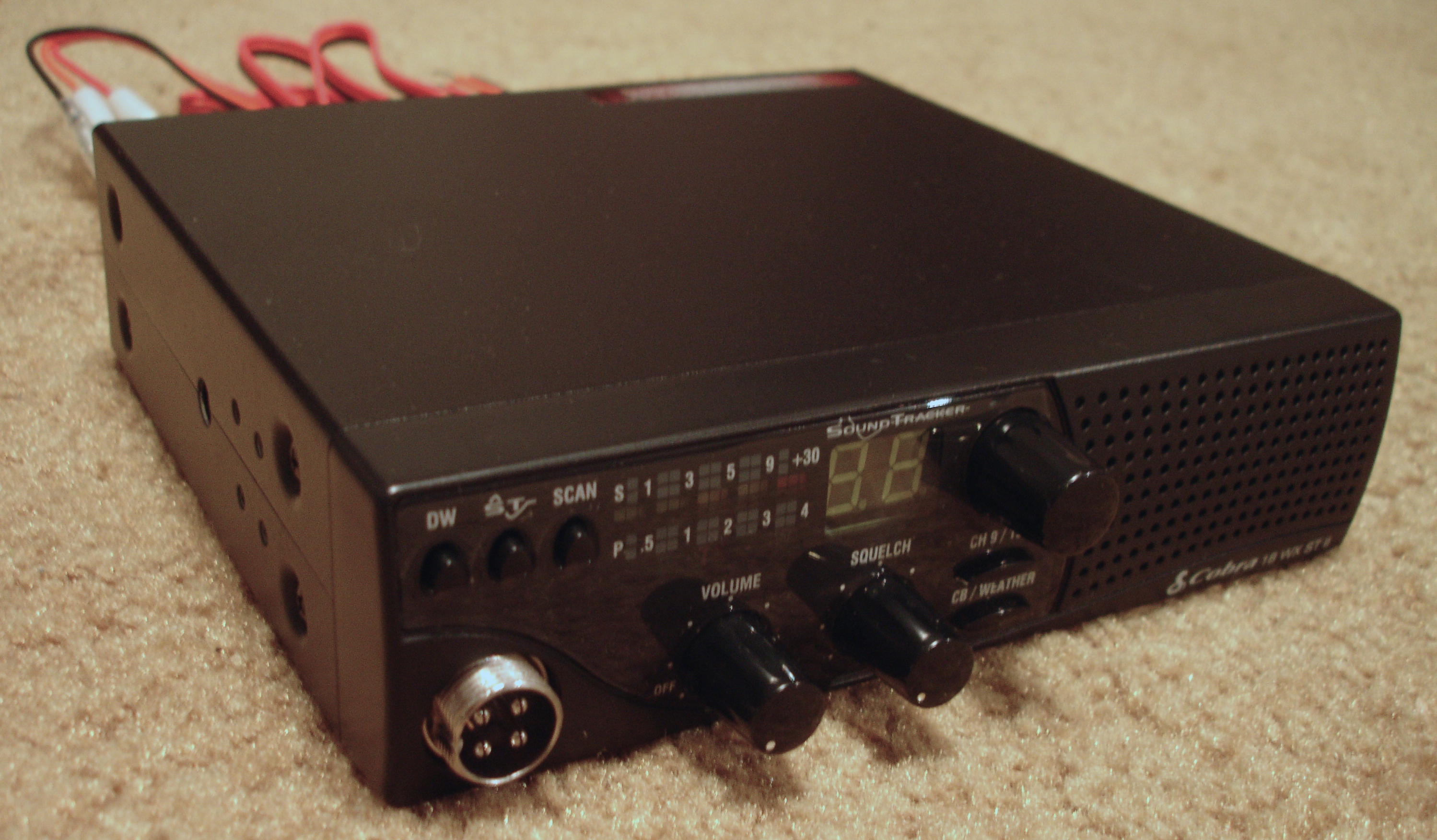
Cobra 18 WX ST II CB mobile radio
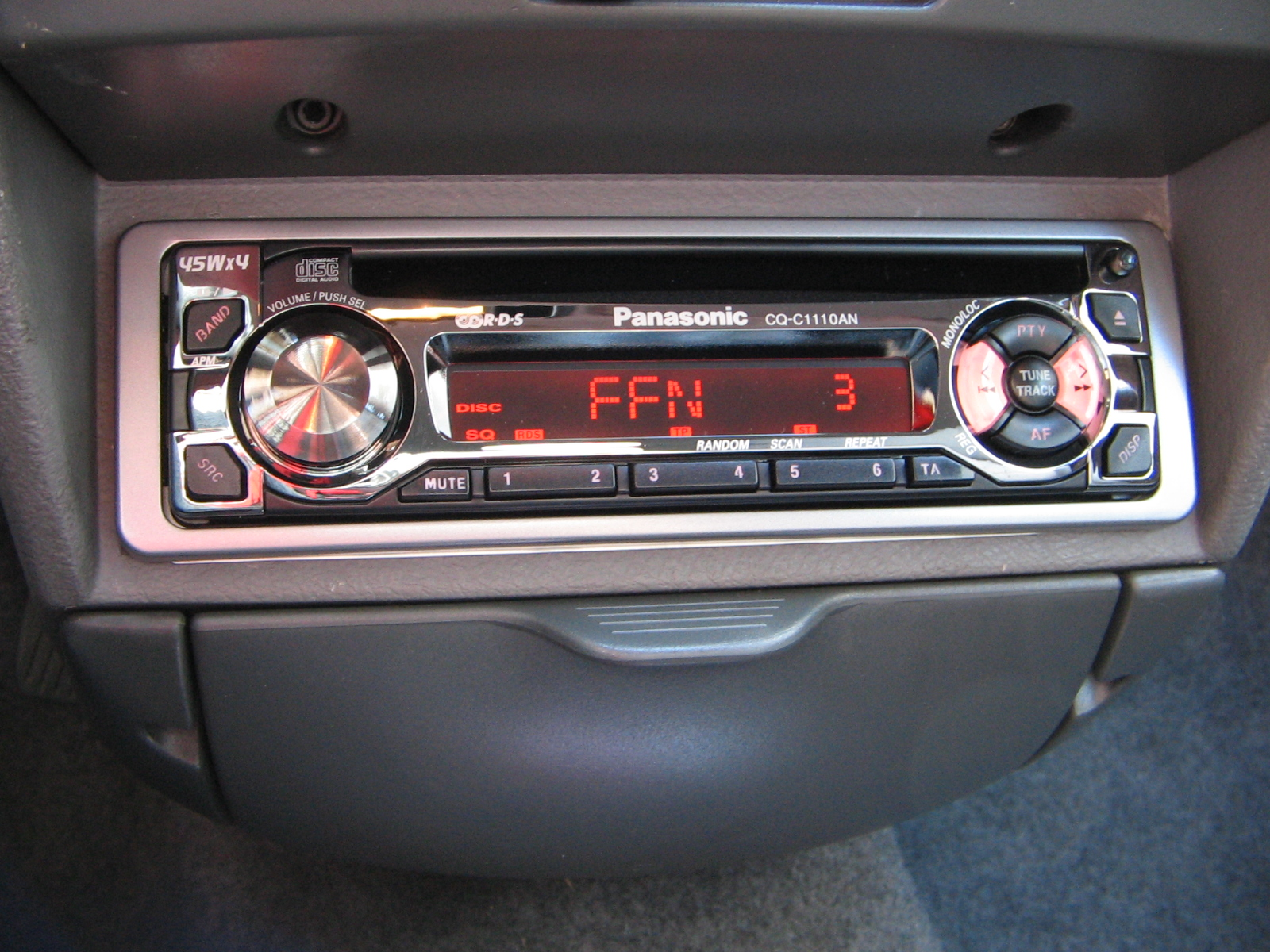
Modello Panasonic singolo DIN
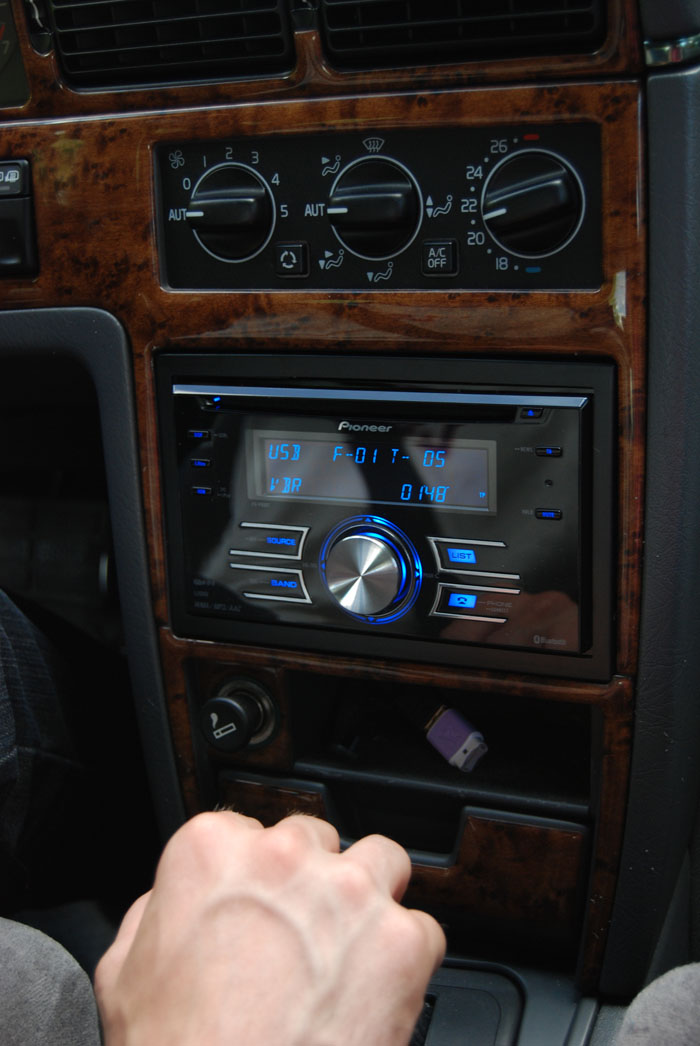
Pioneer FH-P80BT doppio DIN installata in una Volvo 960 del 1995.
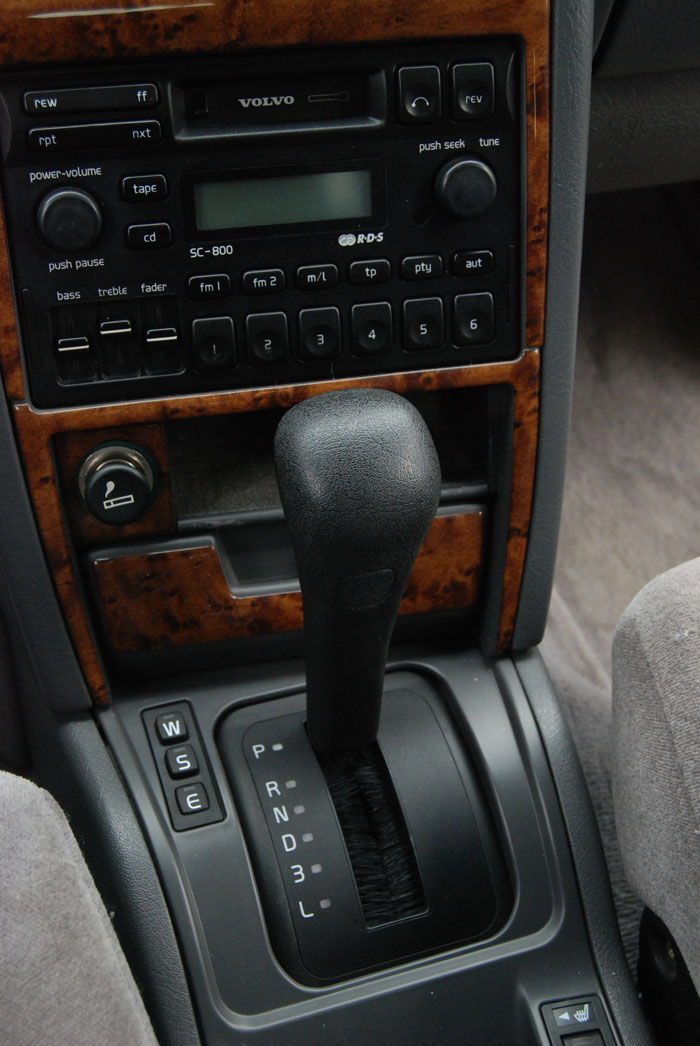
Autoradio Volvo SC-800 doppio DIN installato su una Volvo 960 del 1995.